# Chromatographie en phase gazeuse-spectrométrie de masse
La chromatographie en phase gazeuse couplée à la spectrométrie de masse, abrégé CPG-SM, ou GC-MS de l'anglais Gas chromatography-mass spectrometry, est une technique d'analyse qui combine les performances de la chromatographie en phase gazeuse, pour la séparation des composés d'un échantillon, et de la spectrométrie de masse, pour la détection et l’identification des composés en fonction de leur rapport masse sur charge. Cette technique permet d'identifier et/ou de quantifier précisément de nombreuses substances présentes en très petites quantités, voire en traces. Les applications de la CPG-SM comprennent le dosage de médicaments ou de stupéfiants, l'analyse environnementale, la médecine légale et l'identification de toutes substances inconnues même sous forme de traces. La CPG-SM est d'ailleurs présentée comme étant la référence absolue des analyses en médecine légale.

## Introduction
Il existe plusieurs techniques pour séparer et identifier différents composés présents dans un échantillon. La chromatographie est un exemple de technique de séparation. Cette technique repose sur les différences d’affinité des composés d’un mélange avec deux phases non miscibles : la phase stationnaire et la phase mobile. La chromatographie en phase gazeuse (GC) est l’un des principaux types de chromatographie. Dans cette même perspective, un type de chromatographie (séparation) peut être avantageusement couplé avec une technique de détection, d'identification et de quantification comme la spectrométrie de masse. Comme les colonnes capillaires n’existaient pas encore à l’époque, l’utilisation de grands débits de gaz avec une concentration faible en soluté demanda à développer un certain nombre de techniques de concentration de vapeur pour éliminer, en partie, le gaz porteur et augmenter la concentration du soluté. Il a donc fallu concevoir un spectromètre de masse qui, une fois couplé à la chromatographie en phase gazeuse, puisse facilement être interfacé au chromatographe. La création du premier bon spectromètre de masse pour un système chromatographie en phase gazeuse-spectrométrie de masse a été conçu par Bill Kelley et Ted Adlard dans leurs laboratoires de recherche.

## Histoire
L'utilisation d'un spectromètre de masse comme détecteur en chromatographie en phase gazeuse a été développée dans les années 1950 par Roland Gohlke et Fred McLafferty,. Ces premiers dispositifs sensibles étaient encombrants, fragiles et initialement limités aux laboratoires qui les développaient. L'apparition d'ordinateurs abordables et miniaturisés a contribué à la simplification de l'utilisation de cet appareil et permis de réduire considérablement le temps nécessaire à l'analyse d'un échantillon. En 1967, la Finnigan Instrument Corporation (FIC) fut créée, sous la présidence de Robert Finnigan. En 1968, la FIC envoya les prototypes du premier GC/MS aux universités de Stanford et de Purdue. En 1996, une unité CPG-SM haut de gamme et à grande vitesse, a terminé l'analyse de produits accélérateurs d'incendie en moins de 90 s, alors qu'avec la première génération de CPG-SM, il aurait fallu au moins seize minutes. Cela a conduit à leur adoption généralisée dans de nombreux domaines.

## Conception

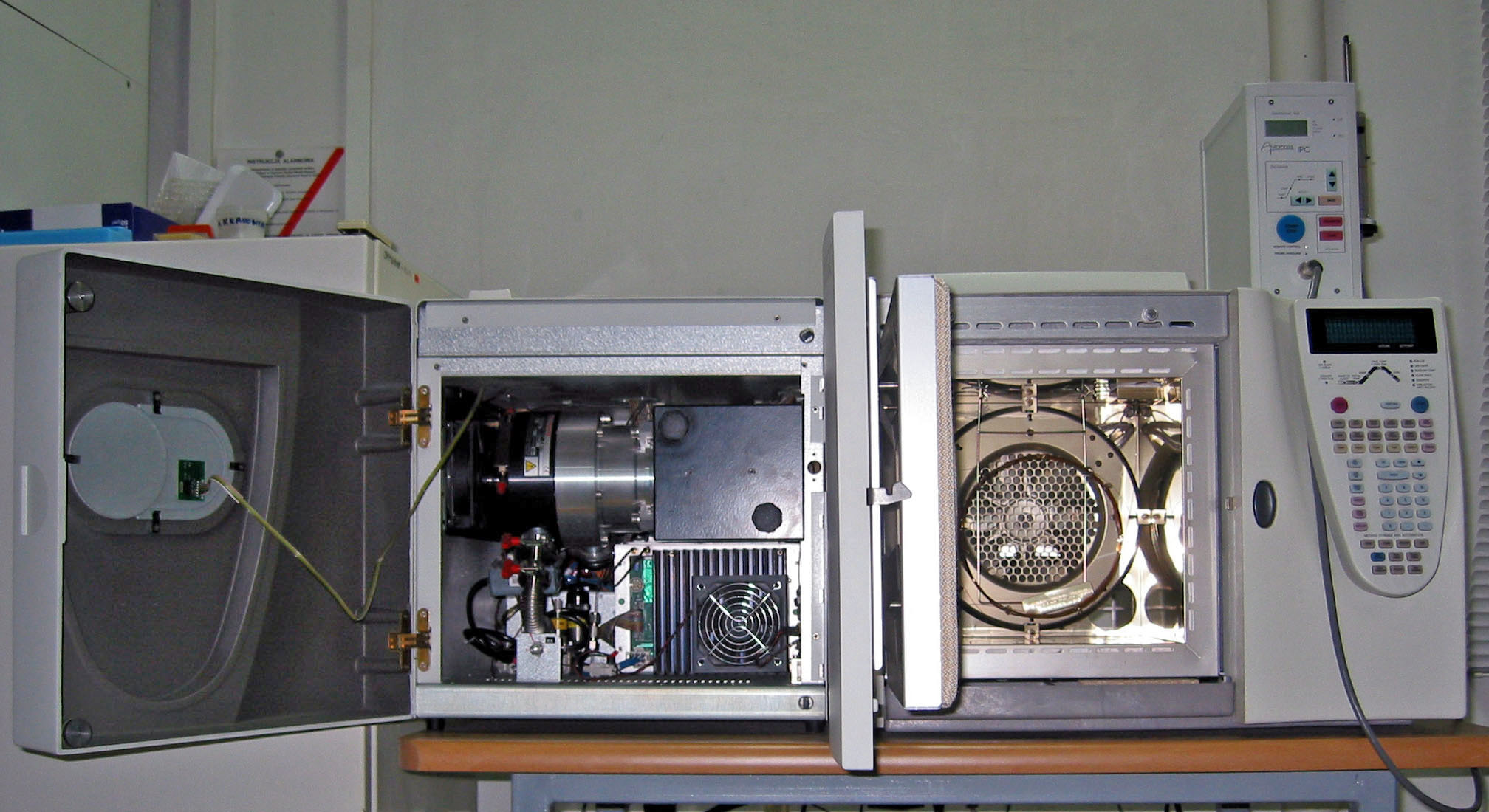
L'intérieur d'un CPG-SM, avec la colonne de chromatographie en phase gazeuse dans le four sur la droite.

Une unité CPG-SM est composée de deux blocs principaux: un chromatographe en phase gazeuse et un spectromètre de masse. Le chromatographe en phase gazeuse utilise une colonne capillaire qui dépend des dimensions de la colonne (longueur, diamètre, épaisseur du film) ainsi que des propriétés de la phase (par exemple 5 % polyphényl siloxane). La différence des propriétés chimiques entre les différentes molécules dans un échantillon les sépare quand celui-ci se déplace le long de la colonne. Les molécules prennent différents temps (appelé temps de rétention) pour sortir (éluer) du chromatographe en phase gazeuse, ce qui permet au spectromètre de masse en aval de capturer, ioniser, accélérer, dévier et de détecter les molécules ionisées séparément. Le spectromètre de masse brise pour cela chaque molécule en fragments ionisés et détecte ces fragments en fonction de leur rapport masse sur charge.
Ces deux composantes utilisées ensemble, permettent l'identification d'une substance à un degré beaucoup plus fin que chaque unité utilisée séparément.

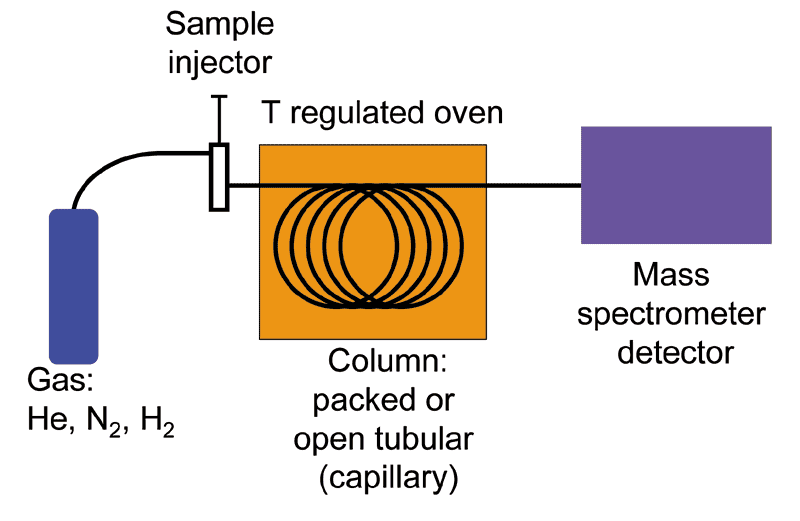
CPG-SM schématique

## Principe de base

### Introduction de l'échantillon
Dans un premier temps, cette technique démarre comme une chromatographie en phase gazeuse normale. Un échantillon (sous forme de liquide volatil), est introduit en tête de la colonne dans l’injecteur par une microseringue. La colonne, balayée en continu par un gaz porteur, va entrainer les différentes composantes de l’échantillon et ainsi les amener à se détacher les unes des autres en fonction de leur affinité avec la phase stationnaire. Une fois séparées, ces différentes composantes sont détectées en sortie de colonne par un détecteur, le spectromètre de masse. Les composantes sont alors introduites directement dans ce dernier qui est relié au chromatographe.

### Ionisation
Une fois à l’intérieur de l'appareil, une source ionise les différentes molécules. La source la plus utilisée est l’ionisation électronique (EI). Pour ce type de ionisation, la source est un réseau électrique à deux entrées et sorties permettant le transfert d’énergie. Un courant s’écoule au travers de la source ce qui induit perpendiculairement un courant électronique entre un filament (la cathode) et une anode. Les molécules sont alors bombardées par des électrons libres émis par ce filament. L’interaction des électrons et de ces molécules neutres génère des ions moléculaires chargés positivement. Les molécules qui ne sont pas ionisées sont éloignées de la source par le vide poussé. Les ions moléculaires produits dans la source sont maintenant accélérés et focalisés par différentes lentilles et quadripôles pour augmenter la sensibilité et la sélectivité.

### Séparation des ions
Il s’agit maintenant de l’étape de séparation des ions qui se fait dans l’analyseur de masse à quadripôle. Sous l’effet d’un champ magnétique, les ions vont osciller le long de l’axe des z du filtre quadripolaire à une tension continue (U) et une tension alternative (V) réglées par l’appareil afin que seuls les ions de rapport masse sur charge (m/z) choisis puissent traverser le filtre quadripolaire et se rendre jusqu’au détecteur.

### Détection des ions
La dernière étape est la détection des ions. À ce moment-là, les ions sont récoltés sur un multiplicateur d’électrons. D’une part, le détecteur convertit les ions en signal électrique (plus il y a d’ions, plus le courant est important). D’autre part, le détecteur amplifie le signal obtenu ce qui permet le traitement informatique, c’est-à-dire l’obtention de spectre.